# Giuseppe Becce
Giuseppe Becce, född 3 februari 1877 i Lonigo, Vicenza, Italien, död 5 oktober 1973 i Västberlin, Tyskland, var en italiensk kompositör, verksam främst i Tyskland.

## Filmmusik (i urval)
- 1928 – Ett revolutionsbröllop
- 1927 – Hotel Imperial
- 1926 – Tartüff
- 1924 – Der letzte Mann
- 1920 – Dr. Caligaris kabinett